# Félix Erausquin
Félix Erausquin Erausquin (baskisch Felix Erauskin Erauskin; * 20. November 1907 in Zeanuri, Provinz Bizkaia, Spanien; † 7. Mai 1987) war ein spanischer Athlet, der mehrfacher spanischer Meister im Kugelstoßen und Diskuswurf und 1933 spanischer Meister im Speerwurf war.
Ungewöhnlich war seine lange aktive Phase, so war er spanischer Meister im Diskuswurf in den Jahren
1932, 1933, 1936, 1940, 1942, 1943, 1945, 1947 und 1948 sowie spanischer Meister im Kugelstoßen in den Jahren 1932, 1933, 1935, 1936, 1940, 1942, 1943, 1944 und 1949, also in einer Periode von über 16 Jahren.
Erausquin nahm noch 1948 (41-jährig) als Diskuswerfer an den Olympischen Sommerspielen in London teil, wo er Platz 14 von 28 Teilnehmern belegte. Bis zum Alter von 58 Jahren trat er bei regulären Wettkämpfen an und wechselte erst 1966 zum Seniorensport.

## Spanischer Wurfstil
Im Alter von 48 Jahren (1956) erfand er eine neue Speerwurftechnik, mit der er nicht nur trotz seines Alters spanischer Meister wurde und sogar den aktuellen Weltrekord übertraf, sondern die überdies Wurfweiten über 100 Meter ermöglichte, während die überwiegend sonst verwendete Technik von Eric Lemming zu der Zeit Weiten um die 85 Meter erzielte. Félix Erausquin hielt den Speer beim Anlauf hinter seinen Rücken und schleuderte ihn – ähnlich der Technik beim Diskuswurf – in einer kreisförmigen Bewegung weg, indem er ihn dabei durch seine extra geschmierte Hand gleiten ließ.
Die IAAF befürchtete jedoch, dass bei dieser Wurftechnik speziell bei Anfängern die Abwurfrichtung schwer zu kontrollieren sei. Überdies waren auch die erzielbaren Weiten gefährlich, da die meisten Stadien nur für Wurfweiten um die 90 Meter ausgelegt waren (und sind). Außerdem wurde die Wurftechnik als optisch wenig ansprechend empfunden. (Der Finne Matti Järvinen, Anfang der 1930er Jahre selbst dominierender Speerwerfer, nannte sie z. B. "Spanische Missgeburt")  
Daher wurde die sogenannte „spanische“ Wurftechnik verboten und die von Erausquin und anderen mit dieser Technik erzielten Rekorde aberkannt. 
Wurfweiten von über 100 Meter wurden erst wieder Mitte der 80er Jahre erreicht, in der Folge wurde die Gewichtsverteilung des Speers geändert, um die Wurfweiten wieder zu verkürzen.